# Séverine Caneele
Séverine Caneele (Neuve-Église, 10 de maio de 1974) é uma atriz belga.
Em 1999, ela recebeu o prêmio de interpretação feminina no Festival de Cannes por seu trabalho em L'Humanité.
Em 2003, foi premiada no Festival Internacional de Cinema Independente de Buenos Aires, como melhor atriz por seu desempenho em Une part du ciel.